# Alan (futbolista)
Alan Osório da Costa Silva, (Salvador, Bahía, 19 de septiembre de 1979), más conocido como Alan, es un futbolista brasileño. Juega de extremo y su actual equipo es el Sporting Clube de Braga de la Primera División de Portugal. Tiene 45 años.

## Trayectoria
Después de iniciarse profesionalmente en el Ipatinga Futebol Clube, Alan se trasladó al extranjero, uniéndose al Club Sport Marítimo de la Primera División de Portugal en el año 2001. En su primer año en el equipo, disputó 27 partidos de liga, aunque jugó menos en la siguiente campaña. En su tercera temporada, Alan anotó 9 goles en liga, siendo el gol más memorable el que le marcó en la última fecha al Sporting de Lisboa en el minuto 96, lo cual significó la victoria por 2 a 1 del Marítimo y la clasificación a la Copa de la UEFA 2004-05, pues con ese triunfo el club de Madeira alcanzó la sexta ubicación
en la tabla de posiciones, la cual era la última que daba el pase al torneo europeo.
En el 2005, Alan se unió al Porto FC, club en el no gozó de muchas oportunidades. Luego de 2 años sombríos en el Dragón, el brasileño es cedido al Vitória Guimarães. 
Durante la temporada 2007-2008, Alan es pieza clave en el Guimarães, pues disputa 2367 minutos y su aporte es fundamental para que el equipo consiga el tercer puesto en la liga tan solo un año después de haber logrado el ascenso. Tras finalizar su periodo de cesión en el Vitória, Alan vuelve a la disciplina del Porto FC. Sin embargo, el club azul decide dejarlo en libertad.
Tras rescindir contrato con el Porto FC, fichó por el Sporting Clube de Braga, club en el que se mantiene hasta la actualidad.
Es un gran admirador de Cristiano Ronaldo uno de los jugadores más mediáticos del fútbol actual. 

## Clubes
| Club                       | País     | Año       |
| -------------------------- | -------- | --------- |
| Ipatinga                   | Brasil   | 2000-2001 |
| CS Marítimo                | Portugal | 2001-2005 |
| FC Porto                   | Portugal | 2005-2007 |
| Vitória Guimarães (cedido) | Portugal | 2007-2008 |
| SC Braga                   | Portugal | 2008-     |

## Palmarés

### Campeonatos nacionales
| Título                       | Club     | País     | Año  |
| ---------------------------- | -------- | -------- | ---- |
| Primera División de Portugal | Porto FC | Portugal | 2006 |
| Primera División de Portugal | Porto FC | Portugal | 2007 |
| Copa de Portugal             | Porto FC | Portugal | 2006 |
| Supercopa de Portugal        | Porto FC | Portugal | 2006 |

- Datos: Q968217